# Adrian Komu
Adrian Komu (28 aprile 1983 – 2 agosto 2012) è stato un calciatore papuano, di ruolo centrocampista.

## Carriera

### Club
Ha giocato nella massima serie papuana con Newtown Madang, Madang Niupetro Fox e Bulolo United.

### Nazionale
Nel 2004 ha giocato 3 partite con la Nazionale papuana.